# Sasivka, Svaleava
Sasivka (în ucraineană Сасівка) este un sat în comuna Nelipîno din raionul Svaleava, regiunea Transcarpatia, Ucraina.

## Demografie
Componența lingvistică a localității Sasivka
     Ucraineană (99,5%)
     Alte limbi (0,42%)
Conform recensământului din 2001, majoritatea populației localității Sasivka era vorbitoare de ucraineană (99,5%), existând în minoritate și vorbitori de alte limbi.